# Gbane Abdoulaye
Gbane Abdoulaye (14 de marzo de 1988) es un deportista marfileño que compitió en taekwondo. Ganó una medalla de plata en el Campeonato Africano de Taekwondo de 2012 en la categoría de –80 kg.

## Palmarés internacional
| Campeonato Africano | Campeonato Africano       | Campeonato Africano | Campeonato Africano |
| Año                 | Lugar                     | Medalla             | Categoría           |
| ------------------- | ------------------------- | ------------------- | ------------------- |
| 2012                | Antananarivo (Madagascar) | Medalla de plata    | –80 kg              |